# غوغقاش (بيرتاج)
غوغقاش (بالفارسية: گوگقاش) هي قرية تقع في إيران في قسم بیرتاج الريفي. يقدر عدد سكانها بـ 51 نسمة بحسب إحصاء 2016.